# Petropavlovsk-Kamchatsky Air Enterprise
Petropavlovsk-Kamchatsky Air Enterprise è una compagnia aerea regionale russa che effettua trasporto aereo nel territorio della Kamčatka.
È l'unico proprietario e gestore dell'aeroporto Internazionale di Petropavlovsk-Kamchatsky. La compagnia è la più grande della regione ed effettua trasporti socialmente significativi tra il centro regionale e gli insediamenti remoti.

## Flotta
A dicembre 2022 la flotta di Petropavlovsk-Kamchatsky Air Enterprise è così composta:

## Incidenti
- 12 settembre 2012: il volo Petropavlovsk-Kamchatsky Air 251, operato da un Antonov An-28, è precipitato al suolo mentre tentava di atterrare all'aeroporto di Palana, in Russia. Entrambi i piloti sono rimasti uccisi, insieme a 8 dei 12 passeggeri. Tutti e 4 i sopravvissuti erano in gravi condizioni. L'aereo era sceso al di sotto dei minimi in avvicinamento in condizioni meteorologiche strumentali impattando su un pendio boscoso. Gli investigatori appurarono che entrambi i piloti erano ubriachi.[7]
- 6 luglio 2021: il volo Petropavlovsk-Kamchatsky Air 251, operato da un Antonov An-26, si è schiantato durante un volo passeggeri domestico da Petropavlovsk-Kamchatsky all'insediamento di Palana, in Russia. Tutti i 28 a bordo hanno perso la vita.[8]